# Matthias Platzeck
Matthias Platzeck (Potsdam, 29 december 1953) is een Duits politicus van de Sozialdemokratische Partei Deutschlands (SPD). Hij was onder meer burgemeester van Potsdam (1998–2002), minister-president van de deelstaat Brandenburg (2002–2013) en bondsvoorzitter van de SPD (2005–2006).

## Opleiding, beroep en gezin
Matthias Platzeck werd op 29 december 1953 geboren in Potsdam, in de toenmalige Duitse Democratische Republiek (DDR). Na de lagere school (1960–1966) volgde hij het gymnasium in Kleinmachnow, waar hij in 1972 zijn Abitur behaalde. Tussen 1972 en 1974 vervulde hij zijn militaire dienstplicht in het leger van de DDR, de Nationale Volksarmee (NVA).
In 1974 ging Platzeck technische en biomedische cybernetica studeren aan de Technische Hogeschool te Ilmenau. Hij voltooide zijn studie in 1979 en was aansluitend werkzaam als wetenschappelijk medewerker aan het hygiëne-instituut van Chemnitz, dat toen nog Karl-Marx-Stadt heette. In 1980 werd hij directeur voor economie en techniek in het districtsziekenhuis van Bad Freienwalde (Oder). Hij was hoofd van de afdeling milieuhygiëne bij de hygiëne-inspectie van Potsdam  (1982–1990) en volgde van 1982 tot 1987 verschillende cursussen op het gebied van milieuhygiëne aan de Berlijnse academie voor medische bijscholing.
Van 1978 tot 1984 was Platzeck gehuwd met Ute Bankwitz, een lokale politica uit Potsdam. Zij kregen drie dochters, onder wie een tweeling. In 2007 trad Platzeck in het huwelijk met Jeanette Jesorka.

## Politieke loopbaan

### 1989–1990: Activiteiten tijdens Die Wende
Matthias Platzeck werd rond 1988 politiek actief, in aanloop naar Die Wende. Hij was in 1989 kortstondig lid van de Liberaldemokratische Partei Deutschlands (LDPD) en in april 1988 medeoprichter geweest van het Potsdamse burgerinitiatief Arbeitsgemeinschaft für Umweltschutz und Stadtgestaltung (ARGUS), dat in november 1989 mede tot de oprichters van de Grüne Liga behoorde. Platzeck werd in het bestuur van de liga afgevaardigd en vertegenwoordigde deze van december 1989 tot februari 1990 bij de rondetafelonderhandelingen van de DDR in Berlijn. Van februari tot april 1990 was hij namens de Grüne Partei minister zonder portefeuille in het kabinet-Modrow, de toenmalige DDR-regering van minister-president Hans Modrow van de SED. Voor de Grüne Liga zat Klaus Schlüter in deze regering.

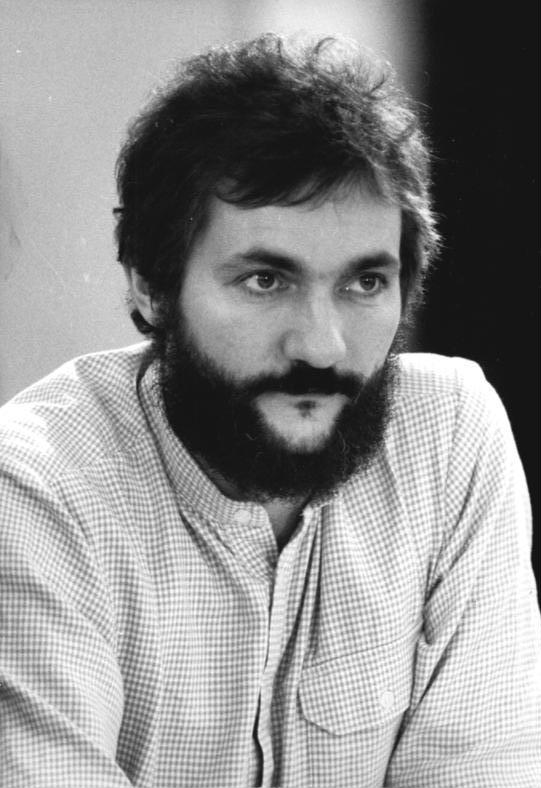
Matthias Platzeck in 1990

In maart 1990 werd Platzeck, als onafhankelijk kandidaat op de lijst van de Grüne Partei, gekozen in de eerste vrij verkozen Volkskammer van de DDR. Hier werd hij de parlementaire zaakvoerder van de gemeenschappelijke fractie van Bündnis 90 en Groenen. Op 3 oktober 1990, de dag van de Duitse hereniging, werd hij als een van de 144 afgevaardigden van de Volkskammer afgevaardigd in de Bondsdag. Hij was daar werkzaam tot aan de constituerende zitting van de eerste verkozen Bondsdag van het herenigde Duitsland in december 1990.

### 1990–1998: Minister in de Brandenburgse regering
Op 14 oktober 1990 werden in de nieuwe Duitse deelstaten, waaronder Brandenburg, verkiezingen gehouden. Matthias Platzeck werd namens Bündnis 90 gekozen in het Brandenburgse deelstaatparlement (de Landdag). Toen zijn partij kort daarop, samen met de sociaaldemocratische SPD en de liberale Freie Demokratische Partei, deel uit ging maken van de deelstaatregering, werd Platzeck door minister-president Manfred Stolpe gevraagd om minister voor Milieu, Natuurbescherming en Ruimtelijke Ordening te worden. Hij werd op 22 november 1990 beëdigd en zou dit ministerschap bijna acht jaar bekleden.
Vanaf 1991 maakte Platzeck binnen Bündnis 90 deel uit van het partijbestuur. Toen de partij in 1993 met Die Grünen samensmolt tot Bündnis 90/Die Grünen, ondersteunde Platzeck dit echter niet. Hij weigerde zich bij de nieuwe partij aan te sluiten en splitste zich samen met gelijkgestemden (onder wie Günter Nooke en Wolfgang Pohl) af om verder te gaan als de zelfstandige fractie BürgerBündnis. In tegenstelling tot wat vaak vermeld wordt, was Platzeck dus nooit lid van de Groenen.
Ondertussen had Platzeck in september 1992 zijn mandaat in de Landdag neergelegd. Als minister behield hij desondanks zijn stemrecht in de fractie. In maart 1994 kwam het binnen de deelstaatregering tot onenigheid toen bekend werd dat ten tijde van het DDR-regime een bepaalde vorm van samenwerking bestond tussen minister-president Stolpe en de Stasi (Staatssicherheit). Platzeck raakte hierover in conflict met zijn fractievoorzitter Günter Nooke en besloot hierop om BürgerBündnis te verlaten. Als partijloos politicus wist hij zijn ministerpost echter te behouden. Ook na de Brandenburgse Landdagverkiezingen van 1994, die de SPD een absolute meerderheid in het deelstaatparlement bezorgden, bleef hij op verzoek van Stolpe aan als milieuminister in een vrijwel volledige SPD-regering. Op 6 juni 1995 werd Platzeck, naar eigen zeggen na lang aarzelen, eveneens lid van de SPD. Hij noemde zichzelf "een sociaaldemocraat met een late roeping".
In zijn functie als milieuminister zorgde Platzeck ervoor dat ongeveer 40% van de oppervlakte van de deelstaat Brandenburg tot beschermd natuur- en landschapsgebied werd verklaard. In september 1995 kwam onder zijn leiding tevens het Nationaal Park Unteres Odertal tot stand. Nationale bekendheid verkreeg Platzeck toen hij tijdens de overstromingen van de Oder in 1997 dagelijks als crisismanager op de zandzakken stond, wat hem de toenaam Deichgraf ("dijkgraaf") bezorgde.

### 1998–2002: Burgemeester van Potsdam
Toen Horst Gramlich (SPD), de burgemeester van de Brandenburgse hoofdstad Potsdam, in mei 1998 verwikkeld was geraakt in een corruptieschandaal en via een referendum tot ontslag werd gedwongen, stelde Platzeck zich kandidaat om zijn ambt over te nemen. Het voornaamste doel daarbij was te verhinderen dat de kandidaat van de Partei des Demokratischen Sozialismus (PDS, de opvolger van de vroegere Oost-Duitse SED) de verkiezing zou winnen. Op 27 september 1998 won Platzeck direct de eerste ronde van de verkiezingen met 63,5% van de stemmen. Hij legde zijn ministerschap in de deelstaatregering op 3 november neer en werd een dag later tot burgemeester van Potsdam benoemd.
Tijdens zijn burgemeesterschap werd Platzeck in juli 2000 verkozen tot partijleider van de SPD in Brandenburg, een functie die hij ruim dertien jaar zou behouden. Al sinds juni 1998 was hij actief geweest in het partijbestuur op deelstaatniveau.

### 2002–2013: Minister-president van Brandenburg
Op 26 juni 2002 verruilde Platzeck het burgemeesterschap van Potsdam voor het minister-presidentschap van Brandenburg. Dat ambt was door het plotselinge aftreden van minister-president Manfred Stolpe vrijgekomen en als SPD-leider in de deelstaat was Platzeck een logische opvolger. Het door hem geleide kabinet betrof feitelijk een voortzetting van de voorgaande regering-Stolpe III, bestaande uit SPD en CDU.
Kort na zijn aantreden kreeg Platzeck in zijn deelstaat te maken met overstromingen van de Elbe. Net als in 1997 kroop hij in de rol van crisismanager, waarmee zijn populariteit in de regio sterk groeide. Bij de deelstaatverkiezingen van 19 september 2004 trad hij aan als Spitzenkandidat en werd hij na twaalf jaar opnieuw in de Landdag verkozen. Ondanks het verlies van enkele zetels bleef de SPD de grootste partij, waarmee de grote coalitie met de CDU kon worden voortgezet. In de vijf jaar dat het kabinet-Platzeck II vervolgens aan de macht was, kampte Brandenburg met hoge schulden, werkloosheid en een economische achteruitgang.
Op 27 september 2009 werden in Brandenburg opnieuw verkiezingen gehouden. De SPD bleef wederom de grootste partij, terwijl de CDU van Johanna Wanka een zetel moest inleveren. Platzeck koos ervoor om de coalitie met de christendemocraten, zoals die tien jaar aan de macht was geweest, niet voort te zetten en in plaats daarvan een rood-rode regering te vormen met Die Linke. Deze keuze zorgde binnen de SPD voor hevige discussies, vooral omdat de leiders van Die Linke voormalige Stasi-medewerkers waren. Platzeck pleitte echter voor verzoening en zette de onderhandelingen door, waarna zijn derde kabinet op 6 november 2009 werd beëdigd. De regeringsdeelname van Die Linke leidde tot protesten in Potsdam, waarna een grootschalig onderzoek werd ingesteld naar het mogelijke Stasi-verleden van parlementsleden.
In juni 2013 werd Platzeck getroffen door een beroerte. Dat leidde ertoe dat hij op 29 juli 2013 zijn voortijdige aftreden als minister-president aankondigde. Hij werd op 28 augustus 2013 opgevolgd door partijgenoot en deelstaatminister Dietmar Woidke.

### Nationale politiek en partijleiderschap

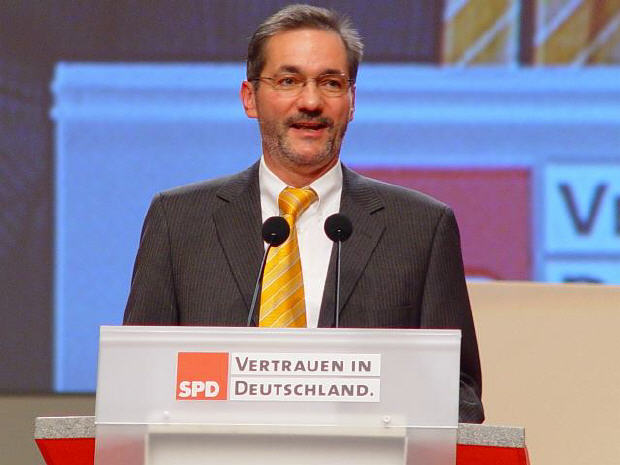
Matthias Platzeck op de nationale partijdag in Karlsruhe op 15 november 2005.

In 1998 bood Gerhard Schröder, die destijds op het punt stond om bondskanselier te worden, Platzeck een ministerpost aan in de Duitse bondsregering. Platzeck weigerde dit aanbod echter, omdat hij zich op dat moment volop wilde concentreren op zijn campagne voor de burgemeestersverkiezingen in Potsdam. Zeven jaar later, toen SPD en CDU na de Bondsdagverkiezingen van 2005 onderhandelingen voerden over de vorming van een grote coalitie, kwam Platzeck opnieuw in beeld. In de strijd om de ministersposten wilden bondskanselier Schröder en SPD-voorzitter Franz Müntefering hem naar voren schuiven als minister van Buitenlandse Zaken, vooral omdat zijn ervaring en nauwe samenwerking met de christendemocraten op deelstaatniveau als een strategisch voordeel werd gezien. Ook dit keer sloeg Platzeck de aanbieding af, naar eigen zeggen omdat hij zijn kiezersbelofte in Brandenburg niet wilde breken.
Als minister-president was Matthias Platzeck automatisch lid van de Bondsraad. Eerder vertegenwoordigde hij de Brandenburgse regering daar al tussen november 1991 en oktober 1994. Van 1 november 2004 tot 31 oktober 2005 was hij voorzitter van de Bondsraad.
Vanaf december 1999 maakte Platzeck deel uit van het nationale SPD-bestuur. Nadat partijvoorzitter Franz Müntefering in oktober 2005 verklaarde geen kandidaat voor een volgende termijn meer te zijn, werd Platzeck, samen met minister-president Kurt Beck van Rijnland-Palts, onmiddellijk als een potentiële opvolger genoemd. Aangezien Beck zich wilde focussen op de Landdagverkiezingen in zijn deelstaat, kwam er vlug overeenstemming over Münteferings opvolging. Platzeck, die tot dan toe alle nationale posten geweigerd had, verklaarde zich, na een crisiszitting van het partijbestuur, op de avond van 1 november 2005 bereid zijn kandidatuur te stellen. Formeel werd hij door het SPD-presidium op 3 november voorgedragen. Op de nationale partijdag in Karlsruhe op 15 november 2005 werd Platzeck met 512 van de 515 geldig afgegeven stemmen (2 tegenstemmen en 1 onthouding) of met 99,4% gekozen. Alleen Kurt Schumacher (99,6% in 1946) en Martin Schulz (100% in 2017) behaalden bij hun verkiezing tot SPD-voorzitter een beter resultaat.
Platzecks voorzitterschap duurde nog geen vijf maanden. Eind maart 2006 werd hij getroffen door een ernstige stoornis aan zijn gehoor, waarvoor hij een medische behandeling moest ondergaan. Op 10 april nam hij om gezondheidsredenen ontslag als partijvoorzitter. Kurt Beck nam de functie daarop over.
- Gemeinsame Normdatei: 114200971
- International Standard Name Identifier: 0000 0000 7856 9142
- Library of Congress Control Number: no00042548
- Nationale Bibliotheek van Tsjechië: js20060120074
- Nationale Bibliotheek van Polen: a0000002911001
- Système universitaire de documentation: 105668524
- Virtual International Authority File: 84245138
- WorldCat: E39PBJt8kmgt7933Bf9RwBmDbd